# Marina Toscano Aggio
Marina Toscano Aggio, född 17 december 1981 i Iretama, är en brasiliansk före detta fotbollsspelare. Hon kom till Sverige tillsammans med Marta (som också är hennes kusin) 2004 för att spela för Umeå IK, men hyrdes snabbt ut till Själevads IK. Efter två säsonger med Själevad gick hon 2006 över till Umeå Södra FF. Hon återvände 2008 till Brasilien där hon fortsatte sina studier och spelade fotboll. Under tiden 2011 till 2013 var hon åter i Europa, nu för spel i italienska ligan. 
Med landslaget vann hon sydamerikanska mästerskapet 2010.